# Grand Prix de Ouest-France 2005
Il Grand Prix de Ouest-France 2005, sessantanovesima edizione della corsa e valevole come ventiduesima prova del circuito UCI ProTour, si svolse il 28 agosto 2005 su un percorso totale di 211,5 km. Fu vinto dallo statunitense George Hincapie che terminò la gara in 4h59'42".

## Squadre e corridori partecipanti
Presero parte alla prova le venti squadre con licenza UCI ProTeam. Ammesse tramite l'assegnazione di wild-card furono Landbouwkrediet-Colnago, R.A.G.T. Semences, Agritubel, AG2R Prévoyance e Naturino-Sapore di Mare.
| N.      | Cod. | Squadra                          |
| ------- | ---- | -------------------------------- |
| 1-8     | BTL  | Bouygues Télécom                 |
| 11-18   | DVL  | Davitamon-Lotto                  |
| 21-28   | COF  | Cofidis, le Crédit par Téléphone |
| 31-38   | QST  | Quick Step-Innergetic            |
| 41-48   | C.A  | Crédit Agricole                  |
| 51-58   | CSC  | Team CSC                         |
| 61-68   | EUS  | Euskaltel-Euskadi                |
| 71-78   | GST  | Gerolsteiner                     |
| 81-88   | LSW  | Liberty Seguros-Würth            |
| 91-98   | SDV  | Saunier Duval-Prodir             |
| 101-108 | IBA  | Illes Balears-Caisse d'Epargne   |
| 111-118 | TMO  | T-Mobile Team                    |
| 121-128 | PHO  | Phonak Hearing Systems           |

| N.      | Cod. | Squadra                 |
| ------- | ---- | ----------------------- |
| 131-138 | FDJ  | La Française des Jeux   |
| 141-148 | DSC  | Discovery Channel       |
| 151-158 | LAM  | Lampre-Caffita          |
| 161-168 | SDM  | Domina Vacanze          |
| 171-178 | FAS  | Fassa Bortolo           |
| 181-188 | LIQ  | Liquigas-Bianchi        |
| 191-198 | RAB  | Rabobank                |
| 201-208 | LAN  | Landbouwkrediet-Colnago |
| 211-218 | RAG  | R.A.G.T. Semences       |
| 221-228 | AGR  | Agritubel               |
| 231-238 | A2R  | AG2R Prévoyance         |
| 241-248 | NSM  | Naturino-Sapore di Mare |

## Resoconto degli eventi
La prima parte della corsa (sette dei quindici giri previsti) fu caratterizzata da una fuga a tre che vide Gregory Habeaux (Landbouwkrediet), Matti Breschel (CSC) e José Luis Arrieta (Iles Baléares) guadagnare un vantaggio massimo di 6'20", con quest'ultimo poi in fuga solitaria per altri tre giri. Negli ultimi cinque giri si susseguirono gli attacchi, con in evidenza Benjamin Levécot (RAGT), Aleksandr Vinokurov (T-Mobile), Davide Rebellin e Fabian Wegmann (Gerolsteiner) e Éric Berthou (RAGT), ma tutti i tentativi furono riassorbiti dal gruppo che arrivò compatto sul traguardo, dove George Hincapie (Discovery Channel), si aggiudicò la volata.

## Ordine d'arrivo (Top 10)
| Pos. | Corridore         | Squadra        | Tempo    |
| ---- | ----------------- | -------------- | -------- |
| 1    | George Hincapie   | Discovery Ch.  | 4h59'42" |
| 2    | Aljaksandr Usaŭ   | AG2R Prév.     | s.t.     |
| 3    | Davide Rebellin   | Gerolsteiner   | s.t.     |
| 4    | Daniele Bennati   | Lampre-Caffita | s.t.     |
| 5    | Peter Wrolich     | Gerolsteiner   | s.t.     |
| 6    | Markus Zberg      | Gerolsteiner   | s.t.     |
| 7    | Cristian Moreni   | Quick Step     | s.t.     |
| 8    | Luca Paolini      | Quick Step     | s.t.     |
| 9    | Kurt Asle Arvesen | Team CSC       | s.t.     |
| SQ   | Jan Ullrich       | T-Mobile       | s.t.     |

## Punteggi UCI
| Pos. | Corridore         | Squadra        | Punti |
| ---- | ----------------- | -------------- | ----- |
| 1    | George Hincapie   | Discovery Ch.  | 40    |
| 2    | Davide Rebellin   | Gerolsteiner   | 25    |
| 3    | Daniele Bennati   | Lampre-Caffita | 20    |
| 4    | Peter Wrolich     | Gerolsteiner   | 15    |
| 5    | Markus Zberg      | Gerolsteiner   | 11    |
| 6    | Cristian Moreni   | Quick Step     | 7     |
| 7    | Luca Paolini      | Quick Step     | 5     |
| 8    | Kurt Asle Arvesen | Team CSC       | 3     |
| 9    | Jan Ullrich       | T-Mobile       | 1     |